# Книпкамп, Генрих
Генрих Эрнст Книпкамп (нем. Heinrich Ernst Kniepkamp; 5 марта 1895, Вупперталь, провинция Вестфалия, Германская империя — 30 июля 1977, Хайльбронн, Баден-Вюртемберг, ФРГ) — немецкий инженер, руководитель и организатор работ по созданию бронетехники и военного транспорта для германского Вермахта, конструктор, изобретатель, министерский советник.

## Биография
Участник Первой мировой войны.

После войны окончил Высшую техническую школу в Карлсруэ.

С 1923 года работал конструктором трансмиссий в фирме MAN.

В 1925 году инженер одной из машиностроительных фирм в г. Ростоке.

С января 1926 года инженер в Управлении вооружений сухопутных сил. Участвовал в разработке и планировании проектных работ по созданию колесно-гусеничных, полугусеничных и легких гусеничных машин. Уже в конце 1926 года на немецкие заводы поступают первые заказы по спецификациям Книпкампа на полугусеничные транспортеры и танки. 

В 1930 году организовал в Германии первый танковый испытательный центр.

В 1932 году разработал набор требований к тягачам и танкам Вермахта. По ним проектировалась линейка полугусеничных машин (и бронетранспортеров на их шасси), а также первые немецкие танки.

В 1936 году назначен ответственным за разработку новых танков.

В годы Второй мировой войны начальник департамента № 6 (Waffenprüfamt 6) Управления вооружений сухопутных сил Министерства вооружений и военной промышленности рейха. Активно разрабатывал новые требования к образцам танков и другого транспорта для армии. Осуществлял организацию производства бронетехники с привлечением немецких и иностранных машиностроительных фирм. Принимал решения о внедрении в производство и доводке германских танков. Будучи советником Управления вооружений и авторитетным специалистом, обсуждал возможность использования тех или иных образцов бронетехники в боевых операциях на самом высшем государственном уровне.

После войны союзниками по антигитлеровской коалиции он был освобождён от ответственности, ввиду отсутствия фактов участия Книпкампа в военных преступлениях, преступлениях против человечества и в нацистских преступных организациях.

В 1946 году открыл инженерную контору в Хайльбронне на Неккаре. Занимался усовершенствованием трансмиссий автомобилей, затем — разработкой новых образцов шасси гусеничных машин и тракторов.

В 1957—60 годах был советником в программе «Standart Panzer», результатом которой было создание немецкого танка «Леопард».

Ушёл на пенсию в 1973 году.

Умер 30 июля 1977 года.

## Инженерно-конструкторская и административная деятельность

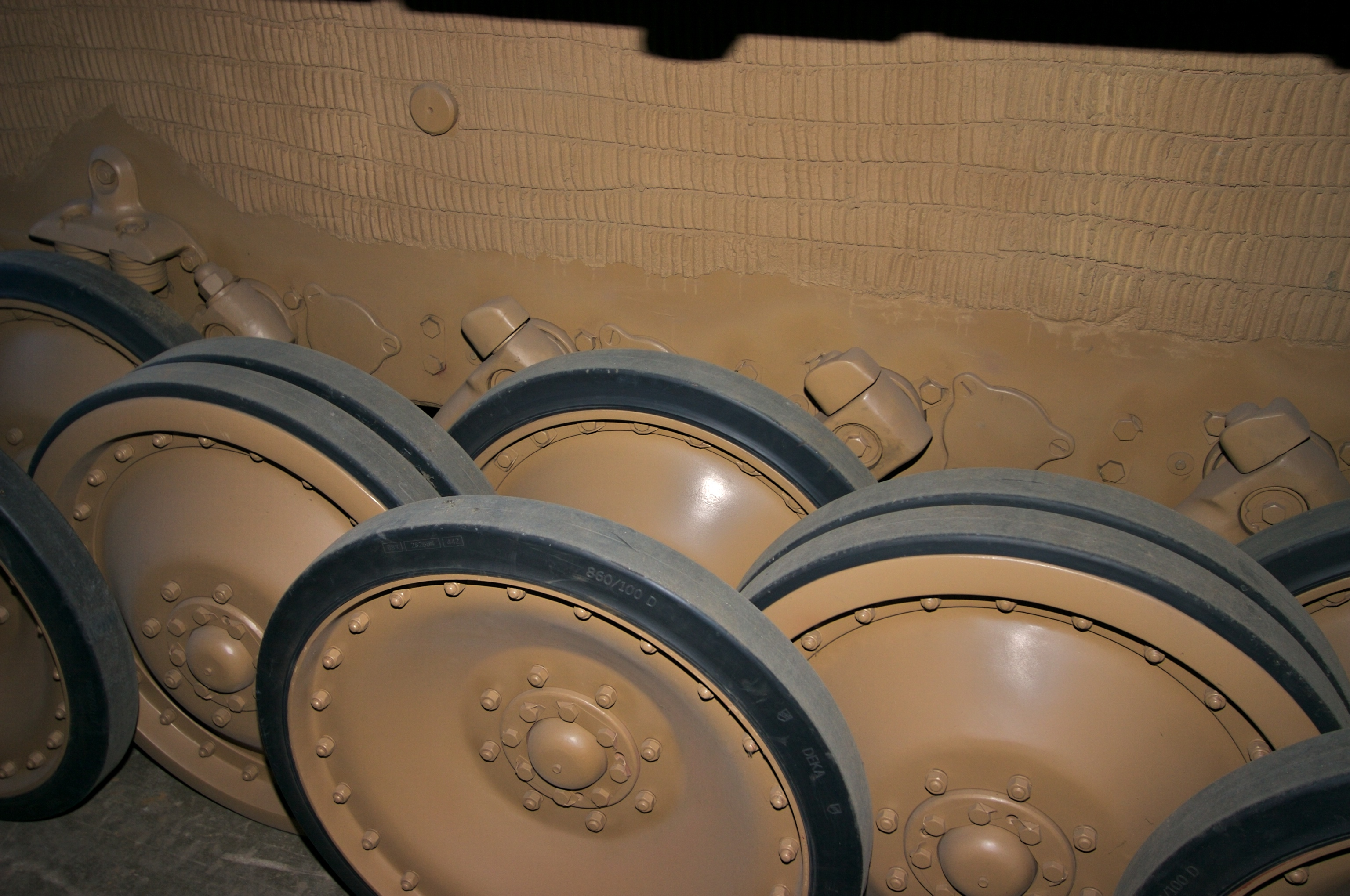
Ходовая часть танка с «шахматным» расположением опорных катков конструкции Г. Книпкампа обеспечивала плавность хода и более равномерное распределение давления на грунт по опорной поверхности в сравнении с иными решениями. С другой стороны, такая конструкция ходовой части была сложна в производстве и ремонте, и имела гораздо больший вес.

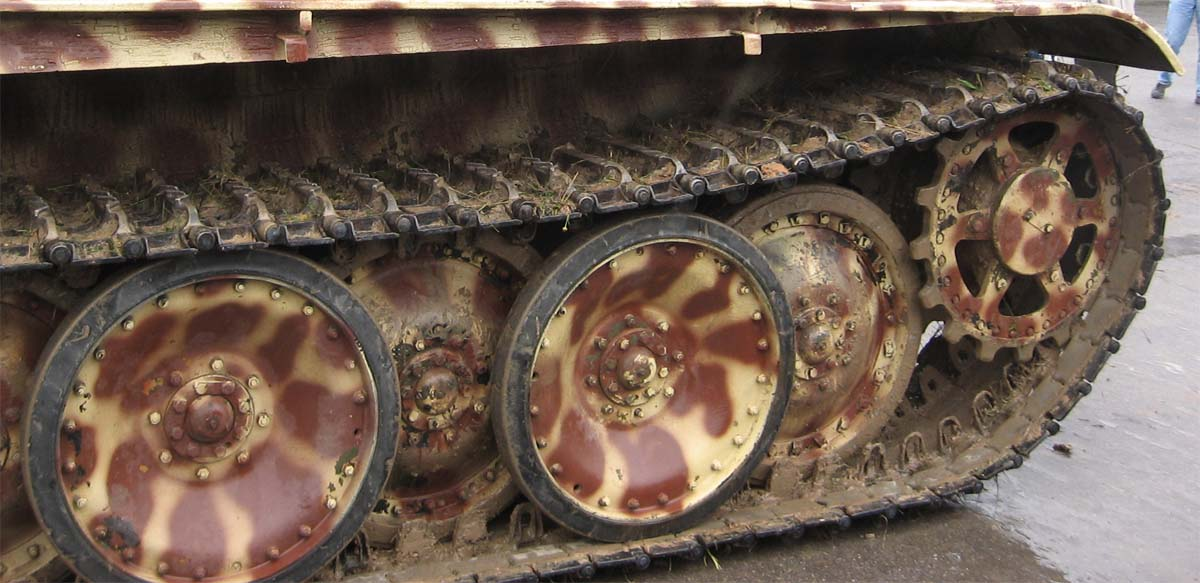
Ходовая часть танка «Пантера»

Участвовал в проектах или контролировал реализацию их:
- Мотоцикл NSU HK-101 Kettenkrad
- Проекты VK.45 — Тигр;
- Проекты VK.20 — VK.24 — VK.30 — Пантера;
- Модернизация Pz.Kpfw.I — Ausf.F, он же VK.1801;
- Вся серия машин Entwicklung, E10, E25, E50, E75 и E100.
- Panzerkampfwagen VIII «Maus»
- Конструкция подвески швейцарского танка Pz.61
- Прототипы БТР для Бундесвера с гидропневматической подвеской
- другие образцы техники

Автор свыше 50 изобретений. В начале 1930-х годов разработал и внедрил в эксплуатацию специфичную гусеничную подвеску — шахматное расположение опорных катков, торсионы и переднее ведущее колесо. В то время серьезную проблему представляла живучесть самих катков, точнее, резиновых бандажей. Подвеска Книпкампа позволяла максимально равномерно распределить нагрузку между катками и облегчить их диски. Средний танк «Пантера», и практически все тяжёлые танки и САУ (а также бронетранспортёры и иная колёсно-гусеничная техника) Германии во Второй мировой войне, были оснащены этой подвеской. После войны конструкторы танков от использования этой сложной подвески отказались, считая её не очень удачной в эксплуатации и весьма трудоёмкой в ремонте.